# Brahmadanda
Brahmadanda  (sanskrit IAST : brahmadaṇḍa ; « sceptre de Brahmā » ) désigne, selon les cas, le bâton brahmanique, une arme, un châtiment religieux, ou la colonne vertébrale humaine.

## Sens du mot
Le nom brahmadanda (brahma-daṇḍa) est construit sur « Brahma » ou Brahman, le principe suprême le la métaphysique hindoue, d'où dérive le nom du brahmane le membre de la caste sacerdotale indienne et de « daṇḍa » qui possède le double sens de tige ou bâton et celui de châtiment, de malédiction. Il a aussi le sens de colonne vertébrale, axe du squelette humain.

## Mythologie
C'est l'arme utilisée par Rāma pour écarter les eaux.

## Le bâton brahmanique

### Le bâton du pèlerin
À son initiation le jeune brahmane reçoit son bâton de pèlerin, les Lois de Manu enseignent que ce bâton, plus grand que celui des pèlerins kshatriyas et  vaishyas doit être d'une taille atteignant le sommet de la chevelure. Il doit être en bois de vilva (Bael) ou de pâlasa, ailleurs  il peut aussi être une simple tige de bambou. Toujours dans les Lois de Manu  on apprend : 

« Ces bâtons doivent tous être droits, intacts, agréable à l'œil, n'ayant rien d'effrayant, revêtus de leur écorce, et non attaqués par le feu »

Pour le renonçant (sadhu), le bâton de brahmane, fait partie, avec le pot à eau et le bol à aumônes, des rares objets personnels qu'il a le droit de posséder et qu'il transporte avec lui.